# Codó
Codó é um município brasileiro do interior do estado do Maranhão, Região Nordeste. Situa-se no Leste Maranhense, a 300 km de distância da capital estadual São Luís, e a 170 km de Teresina, capital do Piauí. É polo da Região dos Cocais, fazendo parte de um importante eixo econômico e populacional no estado, além de ser o município brasileiro com a maior concentração de centros de religião afro-brasileira por metro quadrado, sendo 400 terreiros umbandistas concentrados apenas em Codó.
Fundada em 16 de abril de 1896, Codó é a 3ª maior cidade de toda a Região Geográfica Intermediária de Caxias (superada por Timon e Caxias) e a 7ª maior cidade do Maranhão. Segundo a hierarquia urbana do Brasil 2018 (IBGE), o município é classificado como Centro Subregional B, pela influência que exerce sobre cidades e áreas de municípios vizinhos.
A população, de acordo com a estimativa realizada pelo Instituto Brasileiro de Geografia e Estatística (IBGE) em 2024, é de 118 295 habitantes. Dessa forma, Codó constitui-se como um dos maiores polos populacionais do estado em população e sua décima primeira maior força econômica estadual, com um PIB de mais de R$ 1,649 bilhões em 2021.

## Etimologia
Existem algumas versões sobre a origem do nome da cidade de Codó. Uma primeira, contada tradicionalmente de geração em geração, afirma que o nome Codó é originário de uma ave chamada codorna que teria existido em abundância nas terras codoenses. 
O professor Fernando Barbosa de Carvalho contribui ensinando que a palavra Codó lugar alagadiço, charco e brejo. O geógrafo Teodoro Sampaio afirma que Codó traduz arremesso de dardo, flecha pequena usada pelos índios. Afirma-se também que, em 1614, sucumbiu afogado no rio Itapecuru o francês Kodok, originando a palavra Codó.
Defende o historiador Augusto César Marques, em sua obra "Dicionário Histórico-Geográfico da Província do Maranhão", que o município tomou o nome de Codó em homenagem ao rio de mesmo nome, o rio Codozinho.
Propaga-se ainda, que a palavra Codó é uma consequência do tráfico negro, escravos trazidos da cidade africana de Kodok, localizada no Sudão.

## História

### Origem
Selva, mata virgem habitadas por pássaros de diferentes matrizes e animais que fizeram das rochas e dos cavalos as suas moradias.
O Rio Itapecuru, grande rio, corria ligeiro beijando as promissoras terras codoenses. Os portugueses subiram o rio em busca de ouro e foram ficando na terra dos encantos. Escolheram lugares para morar, construíram as suas casas, continuaram as suas famílias.
Os índios que habitavam a região, Barbados, Guanarés e Urubus não gostaram dos colonizadores portugueses. Os ânimos exaltaram-se. Houve luta pela posse da terra.
Preocupado com a catequização dos indígenas e, ao mesmo tempo, no apaziguamento dos ânimos, o padre Antônio Vieira fundou as aldeias de paz e enviou da Aldeia de Paz de São Miguel (hoje Cidade de Rosário), o padre João Villar S. J., que foi assassinado pelos índios às margens do rio Codozinho em 1719. Com o padre João Villar, viajavam o padre Gonçalo Pereira, o franciscano Antônio Gonçalves, o capitão Francisco Soares Pinto e índios Guanarés, remadores.
A tradição confere ao Comendador português Luís José Nicolau Henrique, o Pau Real, o título de primeiro agricultor, homem dedicado a terra, fazedor de roças para o cultivo de produtos agrários. Construi seu armazém parava comercialização de madeira e produtos alimentícios na margem esquerda do rio Itapecuru, em terreno ao lado do Porto do Balão, onde eram descarregados negros escravizados para serem vendidos e  mercadorias. Pau Real transportava as suas madeiras em navios gaiolas para serem vendidas em centros comerciais às margens do rio Itapecuru e na capital São Luís. Tornou-se, tempos depois, um rico e opulento fazendeiro, senhor de escravos da Vila de Codó.
A derrubada das árvores (comércio de madeiras) nas matas codoenses teve seu início a partir de 1870. Esse processo de exploração das nossas matas fortaleceu a emigração para as terras codoenses, aumentandoa chegada de barcos abarrotados de colonos, acompanhados de seus escravos. Sendo assim, os três elementos étnicos que deram origem a formação da população codoense são: os índios, primitivos habitantes da terra; os portugueses (os brancos), vindos da Europa como desbravadores, verdadeiros invasores da terra indígena e os negros, trazidos do continente africano para servirem na lavoura. Lembramos também a presença física do elemento arabe, principalmente dos sírios e dos libaneses que muito contribuiram para o desenvolvimento da cidade no setor comercial.

### Codó de vila a cidade
Codó foi crescendo, de povoado passou à vila pela Lei Provincial de n° 07, de 29 de abril de 1835. As mercadorias postas nas prateleiras das lojas eram reduzidas, atendendo as necessidades primordiais da população que crescia às margens do rio Itapecuru. O comércio era fraco, constituía-se de lojas, botequins e bodegas nos quais se vendiam produtos que chegavam através dos navios gaiolas e batelões. Os produtos eram: querosene, sal, café, tecidos, perfumes, talcos, miçangas, sapatos, bebidas, pimentas, incensos, quinquilharias, jornais, revistas e hortaliças.
A Vila de Codó encontrava-se segura, resguardada de qualquer rebeldia molestadora a sua quietude e paz interna, por sediar o 22° Batalhão da Guarda Nacional e o seu comando superior.
Para tratar assuntos comerciais e dos atinentes a colonos portugueses, havia um consulado de Portugal, cujo representante era José Joaquim Ferreira Machado. Codó foi emancipada em conformidade com a lei n° 133, de 16 de abril de 1896.
O início do povoamento de Codó data do ano de 1780, sendo um dos seus primeiros exploradores o agricultor Luís José Rodrigues. Antigo armazém de mercadorias, situado às margens do rio Itapecuru, foram fatores importantes para o seu desenvolvimento as atividades agrícolas mantidas pelos ricos senhores da aristocracia rural maranhense e por agricultores portugueses instalados na Colônia Petrópolis, numa iniciativa de Francisco Marques Rodrigues. Decisiva também para o seu crescimento foi a imigração de sírios e libaneses, a partir de 1887.
O povoado de Codó foi elevado à categoria de vila por meio de Resolução Régia, assinada no dia 19 de abril de 1833. Através da Lei estadual n°13, sancionada pelo governador Alfredo da Cunha Martins, no dia 16 de abril de 1896, passou à condição de cidade.
Em 1892, construía-se a primeira indústria de Codó - Companhia Manufatureira e Agrícola, de propriedade de Emílio Lisboa. Um dos diretores da fábrica, genro do seu proprietário, era João Ribeiro, que em 1909 levava para Codó Sebastião Archer da Silva que fora para trabalhar como escriturário e anos mais tarde tornar-se-ia o proprietário da fábrica e uns dos principais políticos do estado do Maranhão.
Em 1900, Codó foi visitada pelo ilustre futuro presidente Afonso Pena. Chegou a bordo do vapor São Salvador, viajando com destino a Caxias, durante sua estada no Norte do Brasil.
Na verdade, o nome Codó não é derivado de codorna nem de codorniz. Não tem cabimento essa teoria, porque no Maranhão a codorna foi introduzida recentemente no início do século passado. Em 1815 o major Paula Ribeiro cita em seu trabalho sobre os índios maranhenses o rio Codozinho assim como o rio Codó seu antigo nome. César Marques, na sua obra Dicionário Histórico-Geográfico da Província do Maranhão, cita a vila de Codó na época, juntamente com o rio que lhe deu o nome indicando assim que a vila de Codó ou a cidade de Codó atualmente tem seu nome derivado do rio Codó, hoje Codozinho. Em documentos mais antigos, achamos a seguinte informação.
Com a morte do padre João Villar, missionário jesuíta, numa guerra entre os Guanarés e os tapuias barbados em 1719 o então governador do maranhão Bernardo Pereira de Berredo, amigo pessoal do sacerdote jesuíta, formou tropa e exterminou parte dos Guanarés e Tapuias Barbados. Em seguida doou as terras para exploração e colonização portuguesa. No final do século XVIII, o comendador Pau Real explorava a região extraindo toda a madeira de lei da região entre a margem direita do rio Codozinho ou rio Codó e a margem esquerda do rio Itapecuru, local onde hoje está situada a cidade de Codó .
Com a derrubada das grandes árvores, ficaram seus codos, tocos ou troncos cortados, região essa que passou a ser chamada de região do codório, local onde há muitos codos cortados. Os primeiros habitantes construíram suas habitações na região dos codórios ou troncos cortados, onde eram desmatadas criando assim a freguesia do codório ou povoado do Codório, que, com o passar dos anos, foi abreviado para Codó, que passou à categoria de vila na década de 1830 e à de cidade em 1896 com a criação do município de Codó.

## Geografia

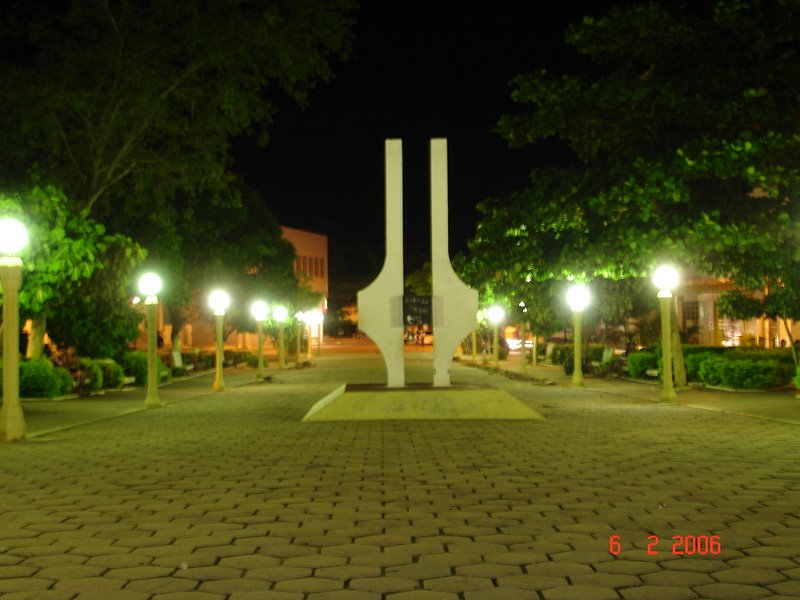
Praça Ferreira Bayma, localizada no centro da cidade.

Segundo o IBGE a densidade demográfica da população de Codó é de 26,20 habitantes por km² e possui uma área de 4.361,59-km².

### Estrutura Geológica, Relevo e Solo
Codó encontra-se localizada em uma estrutura geológica de uma Bacia Sedimentar, a Bacia Sedimentar do Parnaíba, datada do período Silúrio-Devoniano da Era Paleozoica (aproximadamente 440 milhões de anos), onde há o afloramento da Formação Codó (camada de sedimentos datada do Cretáceo) composta basicamente por arenito cinza-esverdeada, basalto preto, argilito, gipsita e calcário.
Devido esse tipo de bacia sedimentar identificada no município, conseguimos verificar um vasto número de riquezas em recursos minerais vírgulas recursos esses de grande valor econômico para a região, como os depósitos de gipsita e calcário. Encontramos também fósseis de esporos e pólen, o que indica uma possível valorização na região, casos sejam encontradas outras espécies em pesquisas futuras.
Localizado na unidade leste maranhense, o relevo apresenta-se formado por planaltos intercalados de chapadas, colinas e morros. No município, encontramos altitudes modestas, cerca de 47 m acima do nível do mar que passaram por processos erosivos tornando-se planas com pequenas elevações e desníveis que atingem, no máximo, 40 metros de altura.
Os solos que se originaram na formação Codó apresentam características específicas por possuírem uma fertilidade média a alta, teores de fósforo aceitáveis e bons níveis de Cálcio (Ca) e Magnésio (Mg), além de uma saturação por base alta. Essas características favorecem a utilização do solo no setor primário da economia, tendo a necessidade de realizar correções com adubos químicos e orgânicos, considerando o solo um grande potencial na agricultura e na pecuária. Os tipos de solo que se apresentam na região são: Latossolo Amarelo, Podzólico Vermelho Amarelo, Plintossolos, Gleissolos, Solos Aluviais e Areias Quartzosas.

### Clima e Vegetação
O clima tropical de transição entre o úmido e o seco se caracteriza pelo trimestre mais chuvoso, entre verão e outono, durante os meses de Fevereiro, Março e Abril; e os meses mais secos, de inverno a início da primavera, durante o período de Julho, Agosto e Setembro. A temperatura média anual se apresenta mais elevada, acima de 27°C e a umidade relativa do ar de 74%, sendo uma das mais baixas do Estado do Maranhão.
A vegetação predominante é a Mata dos Cocais, também conhecida como Floresta Aberta/Babaçu, que ocupa toda a região do Vale do Itapecuru e apresenta, como principais espécies: a palmeira do Babaçu e a carnaúba. Outra vegetação bastante encontrada na área são os campos cerrados, principalmente, nas regiões Leste, Noroeste e Sudoeste do município, sendo as principais espécies o pequizeiro, o jatobá, a andiroba, além das outras frutíferas, como caju, buriti, pequi, nacuri e pitanga que são frutas conhecidas pelo sabor e alto valor nutritivo.

### Hidrografia
O município de Codó pertence à bacia hidrográfica do Itapecuru, com uma área de 53.216,84 km², O que é equivale a 16,03% da área do estado, com características irregulares, pois é estreita nas nascentes e na foz, mas se alonga na parte central. Nasce no sul do estado, no sistema formado pelas Serras da Croeira, Itapecuru e Alpercatas. Seus afluentes na margem esquerda são: rio das Apertadas, rio Peritoró, Rio Codozinho; e os da margem direita são: rio Corrente, rio Tremenda, e rio Itapecuruzinho, apresenta ainda, as cachoeiras: Santana, Três Marias, Senharé, Quebra Codó e Vera Cruz e os riachos que cortam cortam o município, tais como: Gameleira, Prata, Roncador, Cocos, Mangabeiras, São Miguel, Saco, além do lendário Água Fria.
Um dos rios que cortam o município é o Rio Codozinho, que nasce na cidade de Governador Eugênio Barros e percorre, em seu curso, as localidades de Gonçalves Dias e Governador Archer até desaguar no rio Itapecuru na cidade de Codó. Sua área de drenagem ocupa 5.573 km². Por ser um rio temporário, em vários trechos do seu curso apresenta o maior volume de água nos meses chuvosos de Dezembro a Maio. Ao chegar à cidade de Codó, o Rio Codozinho recebe as águas do riacho Saco, aumentando consideravelmente o seu volume de água, ocupando uma área de drenagem de 1.538 km² para depois desaguar no Rio Itapecuru.
Uma microbacia hidrográfica de grande valor histórico que representativo na geografia municipal é o Riacho Água Fria, com uma área de 5.370 km², com perímetro de 12.040 km, onde o tamanho do curso principalmente é de 4.830 km e possuindo dois afluentes de 1.370 km e 870 metros, respectivamente, o qual se estende pelos seguintes bairros: Codó Novo, onde se localiza a nascente principal, Nova Jerusalém, São Sebastião e Centro da cidade.
| Bioma predominante [2024]             | Cerrado        |
| Área urbanizada [2019]                | 18,93 km²      |
| Esgotamento sanitário adequado [2010] | 24,2 %         |
| Arborização de vias públicas [2010]   | 47,4 %         |
| Urbanização de vias públicas [2010]   | 1,5 %          |
| População exposta ao risco [2010]     | 27.191 pessoas |

Fonte: IBGE

### Subdivisões
Bairros
•	Centro.
•	Codó Novo.
•	Nossa Senhora do Carmo.
•	Nova Jerusalém.
•   Santo Antônio.
•   Santa Lúcia.
•   Santa Filomena.
•   Santa Teresinha.
•	São Sebastião.
•	Santa Luzia.
•	Santa Rita.
•	São Pedro.
•	São Francisco.
•	São Benedito.
•	São José.
•	São Raimundo.
•	São Vicente Palloti.
•	Residencial São Pedro.
•	Residencial Santa Rita.
•	Residencial José Rolim (Trizidela).

## Demografia
Distribuição étnica de Codó (censo de 2022)

### População
Em 2022, a população do município foi contada pelo Instituto Brasileiro de Geografia e Estatística (IBGE) em 114 275 habitantes. Segundo o censo daquele ano, 55 286 habitantes eram homens e 58 989 habitantes mulheres. Ainda segundo o mesmo censo, 83 203 habitantes viviam na zona urbana e 31 072 na zona rural. Da população total de 2010, 37 666 habitantes (31,91%) tinham menos de 15 anos de idade, 71 269 habitantes (60,38%) tinham de 15 a 64 anos e 9 103 pessoas (7,71%) possuíam mais de 65 anos, sendo a esperança de vida ao nascer de 70,22 anos. Em 2022, a população era composta por 15 859 brancos (13,9%), 20 195 pretos (17,7%), 70 amarelos (0,2%), 78 036 pardos (68,3%) e 114 indígenas (1,0%).
O Índice de Desenvolvimento Humano Municipal (IDHM) de Codó é considerado médio pelo Programa das Nações Unidas para o Desenvolvimento (PNUD), sendo que seu valor é de 0,595 (o 67º maior do Maranhão). Considerando-se apenas o índice de educação o valor é de 0,492, o valor do índice de longevidade é de 0,754 e o de renda é de 0,568. Em 2010, 25,07% da população estava abaixo da linha de pobreza e o coeficiente de Gini, que mede a desigualdade social, era de 0,57, sendo que 1,00 é o pior número e 0,00 é o melhor.
A cidade foi originalmente populada por imigrantes árabes, em sua maioria sírios e libaneses, que vieram à região a fim de fugir do Império Otomano. No total somam mais de 80 famílias que chegaram na cidade na época. No entanto não se vê um impacto muito grande na demografia da cidade, visto que embora sua influência cultural tenha sido considerável, a população árabe se mostrou cada vez menos numerosa ao longo das décadas quando comparada ao resto do povo codoense.
| População no último censo [2022] | 114.275 pessoas                          |
| População estimada [2024]        | 118.295 pessoas                          |
| Densidade demográfica [2022]     | 26,20 habitantes por quilômetro quadrado |

Fonte: IBGE

### Religião
Religiões em Codó (censo 2022)
Tal como a variedade religiosa em Codó, são diversas as manifestações do gênero presentes na cidade. Embora tenha se desenvolvido sobre uma matriz social eminentemente católica, é possível encontrar atualmente na cidade dezenas de denominações protestantes diferentes e vários lugares para encontros de religiões de matriz africana, que possuem uma grande relevância no município.

## Economia
Em 2021, o PIB per capita do município de Codó era de R$ 13.364,78. Comparando-se com outros municípios do estado do Maranhão, ficava na posição 45 de 217. Já o percentual de receitas externas em 2023 era de 86,88%, o que o colocava na posição 180 de 217.
| PIB per capita [2021]                                                                           | 13.364,78 R$      |
| Índice de Desenvolvimento Humano Municipal (IDHM) [2010]                                        | 0,595             |
| Total de receitas brutas realizadas [2023]                                                      | 408.151.193,89 R$ |
| Transferências correntes (Percentual em relação às receitas correntes brutas realizadas) [2023] | 86,88 %           |
| Total de despesas brutas empenhadas [2023]                                                      | 419.348.870,40 R$ |

Fonte: IBGE
| Salário médio mensal dos trabalhadores formais [2022]                                             | 1,8 salários mínimos |
| Pessoal ocupado [2022]                                                                            | 12.809 pessoas       |
| População ocupada [2022]                                                                          | 11,21 %              |
| Percentual da população com rendimento nominal mensal per capita de até 1/2 salário mínimo [2010] | 51 %                 |

Fonte: IBGE
Codó é um exemplo notável de como a agricultura e o agronegócio podem impulsionar a economia de um município. Com uma produção significativa de grãos e uma robusta criação de gado, o município desempenha um papel vital no cenário agropecuário do Maranhão e do Brasil. Com investimentos contínuos em infraestrutura, tecnologia e práticas sustentáveis, Codó está bem posicionado para enfrentar os desafios e aproveitar as oportunidades do setor agropecuário, garantindo seu crescimento e desenvolvimento futuros.
A pujança do comércio local tem trazido empresas dos mais variados ramos. Embora inserido em uma das regiões mais pobres do Brasil, o município conta com um crescente e variado centro comercial, abrigando lojas de grandes redes do país, tais como: O Boticário, Óticas Diniz, Cacau Show, Eletro Mateus, Lojas Americanas, Mateus Supermercado, Pague Menos,  Magazine Luiza, Armazém Paraíba, e Odonto Companhy. Comércio, serviços e agricultura, juntos, respondem por 70% do PIB do município.

### Rede Bancária
- Banco Santander (Brasil)
- Bradesco
- Banco do Brasil
- Caixa Econômica Federal
- Banco do Nordeste
- Banco Itaú
- Banco SICOOB
- Agibank

## Política
A administração municipal se dá pelos Poderes Executivo e Legislativo. O representante do Poder Executivo de Codó eleito nas eleições municipais em 2024 foi Chiquinho FC, do Partido dos Trabalhadores (PT), que conquistou um total de 29 426 votos (48,29% dos votos válidos), tendo Cinthya Rolim como vice-prefeita.
O Poder Legislativo, por sua vez, é constituído pela câmara, composta por 19 vereadores eleitos para mandatos de quatro anos (em observância ao disposto no artigo 29 da Constituição). Cabe à casa elaborar e votar leis fundamentais à administração e ao Executivo, especialmente o orçamento participativo (Lei de Diretrizes Orçamentárias).

### Lista de prefeitos e intendentes
A relação a seguir apresenta os prefeitos de Codó e seus respectivos mandatos
| Prefeito                             | Período         |
| ------------------------------------ | --------------- |
| Chiquinho FC (PT)                    | 2025 - presente |
| Camilo Figueiredo                    | 2024 - 2024     |
| José Francisco (PSDB)                | 2021 - 2024     |
| Francisco Nagib (PSB)                | 2017 - 2020     |
| Zito Rolim (PV)                      | 2013 - 2016     |
| Zito Rolim (PV)                      | 2009 - 2012     |
| Biné Figueiredo (PFL)                | 2005 - 2008     |
| Ricardo Archer (PSDB)                | 2001 - 2004     |
| Ricardo Archer                       | 1997 - 2000     |
| Biné Figueiredo (PDT)                | 1993 - 1996     |
| José Inácio Guimarães                | 1989 - 1992     |
| Antônio Joaquim Araújo Filho         | 1984 - 1988     |
| Reinaldo Araújo Zaidan               | 1981 - 1983     |
| José Anselmo dos Reis Freitas        | 1977 - 1981     |
| José Domingos de Araújo              | 1973 - 1977     |
| Moisés Alves dos Reis                | 1970 - 1973     |
| Antônio Edson Bitar Araújo           | 1970 - 1970     |
| Renê Bayma                           | 1966 - 1970     |
| Moisés Alves dos Reis                | 1961 - 1966     |
| Osvaldo Santos                       | 1958 - 1961     |
| José Anselmo dos Reis Freitas        | 1956 - 1958     |
| Inocêncio Simões                     | 1956 - 1956     |
| Waldemar Pinto da Veiga              | 1952 - 1956     |
| José Raimundo Lago                   | 1950 - 1952     |
| Jamil dos Reis D. Murad              | 1946 - 1950     |
| Raimundo Ribeiro Roland              | 1943 - 1946     |
| José Raimundo Lago                   | 1940 - 1943     |
| Sebastião Archer da Silva            | 1937 - 1940     |
| Elias Araújo                         | 1936 - 1937     |
| José de Sousa Almeida                | 1935 - 1936     |
| José Raimundo Lago                   | 1934 - 1935     |
| Fernando Bastos Ribeiro              | 1933 - 1934     |
| Gentil Silva                         | 1932 - 1933     |
| Domingos Ramos Pires                 | 1931 - 1932     |
| Ângelo Ribeiro Sampaio               | 1930 - 1931     |
| Nelson Soeiro                        | 1930 - 1930     |
| Waldemar Pinto da Veiga              | 1928 - 1930     |
| Braulino César dos Reis Carvalho     | 1925 - 1927     |
| Martiniano Montecely Ribeiro         | 1924 - 1924     |
| Braulino César fos Reis Carvalho     | 1922 - 1924     |
| Henrique Tavares da Silva Figueiredo | 1922 - 1922     |
| Manoel Simeão de Macedo              | 1920 - 1921     |
| Honorino Alvim D'Aguiar Silva        | 1919 - 1920     |

## Turismo
Tem no seu carnaval a principal festa, famoso por atrair pessoas de toda a redondeza, principalmente Teresina e São Luís. A cidade também conta com vários carnavais fora de época. As festas afro-religiosas (terecô) e os festejos juninos, como o mestre Bita do Barão no mês de agosto, atrai inúmeras pessoas, de outros Estados do Brasil e até mesmo turistas de outros países. A cidade possui uma estrutura de balneários para atender seus visitantes, que, além das praias, busca o turismo no Memorial de Codó, do Instituto Histórico e Geográfico de Codó, um museu da história codoense, e a Expo Codó.

## Educação
Codó conta com um polo da Universidade Federal do Maranhão (UFMA) que possui cursos apenas de licenciatura; Centro de Estudos Superiores de Codó (CECSD/Universidade Estadual do Maranhão) que possui um curso em Bacharel em Administração e Ciências contábeis. Também conta com um polo do Instituto Federal do Maranhão (IFMA), e do Instituto Estadual do Maranhão (IEMA).
Escolas Particulares - Colégio Batista, Escola Presbiteriana, Escola Adventista de Codó, Colégio Olympus Yesi, Escola Pequeno Polegar, Escola Mundo do Conhecimento, Colégio Cristo Rei, Escola Caminho do Saber e Escola Reino Infantil.
Em 2010, a taxa de escolarização de 6 a 14 anos do município de Codó era de 97,1%. Comparando-se com outros municípios do estado do Maranhão, ficava na posição 86 de 217. Já o Índice de Desenvolvimento da Educação Básica (IDEB), no ano de 2023, para os anos iniciais do ensino fundamental na rede pública era 4,5 e para os anos finais, 4.
| Taxa de escolarização de 6 a 14 anos de idade [2010]             | 97,1 %            |
| IDEB – Anos iniciais do ensino fundamental (Rede pública) [2023] | 4,5               |
| IDEB – Anos finais do ensino fundamental (Rede pública) [2023]   | 4,0               |
| Matrículas no ensino fundamental [2023]                          | 18.389 matrículas |
| Matrículas no ensino médio [2023]                                | 4.968 matrículas  |
| Docentes no ensino fundamental [2023]                            | 1.240 docentes    |
| Docentes no ensino médio [2023]                                  | 309 docentes      |
| Número de estabelecimentos de ensino fundamental [2023]          | 143 escolas       |
| Número de estabelecimentos de ensino médio [2023]                | 12 escolas        |

Fonte: IBGE

## Outras informações
Localizada a 292 quilômetros de São Luís, Codó foi grande produtor de algodão desde período colonial, participando ativamente do processo de industrialização do estado no setor têxtil, com funcionamento de uma fábrica que produzia algodãozinho, brins, mesclas, riscados e sacaria. Hoje destaca-se na produção de arroz, mandioca, milho e feijão.
Limita-se geograficamente com os municípios de Afonso Cunha, Aldeias Altas, Caxias, Coroatá, Chapadinha, Dom Pedro, Gonçalves Dias, Governador Archer, Lima Campos ,Timbiras e Santo Antônio dos Lopes.
Atualmente a agricultura é uma atividade em declínio em Codó, pela falta de incentivos governamentais, onde cada vez mais são comercializados produtos importados de outras cidades, principalmente hortifrutigranjeiros.
Codó tem como principal característica arquitetônica seus casarões e armazéns antigos, tendo sua prefeitura (1896), estação ferroviária (1920) e ofício do registro civil (1910) no centro da cidade como destaque. Com um centro comercial continuo e de grande expressão, tendo na segunda-feira seu ápice, as ruas ao redor do mercado central tomadas por barracas e ambulantes, atraindo pessoas de cidades vizinhas como Coroatá, Timbiras etc.
É cortada por vários córregos como o da Água Fria e por três rios principais que são o Codozinho, o Saco e o Itapecuru. O rio Itapecuru é o maior rio em extensão do maranhão, que forma, junto com o rio Mearim, a mesopotâmia maranhense.  Nasce na serra do Itapecuru na região do Mirador, banhando várias cidades importantes do Maranhão como Colinas, Caxias, Codó, Coroatá, Itapecuru Mirim e Rosário além de outras cidades menores, como Aldeias Altas, Timbiras, Pirapemas etc. É o rio da integração maranhense e em Codó tem como principal afluente o rio Codozinho, desemboca na baía de São José, na altura de Rosário.
Codó foi apontada, em 2012, pela revista EXAME (edição 1022 nº 16 2012) como uma das 40 cidades do interior do Brasil onde o consumo mais cresce ao ano.
A cidade conta com indústrias que atuam nos segmentos de higiene e limpeza, dentre outros, e a Itapecuru Agroindustrial, que produz o cimento Nassau. Também vem-se destacando em Codó o comércio de peixes produzidos em diversas pisciculturas do município.
A cidade também é sede de Comarca da Justiça do Estado do Maranhão, contando com a Subseção da OAB de Codó.